# ねこぱんち
『ねこぱんち』は、少年画報社が刊行している猫をテーマとした、アンソロジーコミック形式の女性漫画雑誌。別名『にゃんCOMI』（にゃんこみ）。

## 概要
猫を題材とした描き下ろし漫画を掲載しており、少年画報社では唯一の女性漫画雑誌である。女性漫画家を中心とした執筆陣である。2006年から月刊化され、コンビニや女性客の多い商店街の書店を中心に配本されている。漫画雑誌ではあるが、A5判ソフトカバー無線綴じというコンビニコミックと類似した体裁となっている。コミック表紙は毎号「なごむにゃ〜」の文字を色違いに表記して猫の写真を大きく出し、その周りに掲載漫画作品のイラストカットが配置されるという構成になっている。
前身としてペット漫画誌『メイ・ファミリア』が刊行されていた。そちらは7号で休刊となったが、一部の作品は本誌に連載が引き継がれた。『キジトラ猫の小梅さん』『まねきねこ不動産』が本誌の100号より前に（前者は86号で、後者は95号で）100話を迎えているのはそのため。
特定作家の作品を特集したり、「犬」漫画を中心としたり（7月1日をもって連載終了）、獣医師に取材した「別冊」的な姉妹シリーズなどもあり、これらには『ねこぱんち』の通巻号数と別に号数が振られている。3周年記念号では、『キジトラ猫の小梅さん』の主人公の小梅とその仲間たちのイラストになった（4周年、5周年、8周年記念号も同じ）。
『ねこぱんち』の派生アンソロジーコミックとして、大人の読者を対象にした『おとなのねこぱんち』、江戸時代をテーマにした『お江戸ねこぱんち』、魔法をテーマにした『魔法のねこぱんち』、ライト版の『OYATSUねこぱんち』、黒猫を題材にした『くろねこぱんち』、ホラーテイストやミステリアスな要素を持つ作品を扱う『世にも奇妙なねこぱんち』、ゆるさをコンセプトにした『ゆるゆるねこぱんち』なども刊行されている。このほか、単行本未収録の作品の再録のみで構成された派生誌も複数発売されている。作品によっては複数の派生誌、あるいは本誌と派生誌にまたがって連載されることがある。
秋水社の『ねことも』とは2013年の時点で編集者同士が二十数年来の付き合いであり、出版社の枠を超えて互いに広告を掲載しているほか、『ゆるゆるねこぱんち白書2013』では編集者同士の対談を行っている。

## 主な掲載作品（終了した作品を含む）
- キジトラ猫の小梅さん（一時期猫侍 SEASON2 〜班目と玉之丞編〜[8]）（ほしのなつみ）
- おはぎと大福（臼倉若菜）
- まねきねこ不動産（空乃さかな）
- 肉Q一家→関西にゃんQ→ちんまりチロQ（たじまタジ子）（第1回猫漫グランプリ受賞作品）
- ふくよ来い（カンガルーくにい）
- ねこみちーねこまつりー（岩岡ヒサエ）
- 中華街的猫模様（結城のぞみ）
- いけださんちのダメダメ飼い猫日記（池田さとみ）
- 猫ビタミン（杉山亮子）
- 品川宿猫語り（にしだかな）
- ジロとジェラルド（天野春彦坊）（第5回猫漫グランプリ受賞作品）
- 甘いココアクッキ〜（みあ）
- 元気印はちくん（八王子サンゴ）
- 黒猫エース（きょうこりん）
- みぃにゃん小箱（よつ葉真澄）
- にゃんこ占い（氷室奈美）
- ちこちゃん、あーそぼ（たかなししずえ）
- 江の島ワイキキ食堂（岡井ハルコ）
- 1年3組にゃんぱち先生!→にゃんぱち先生におまかせ!→まほろばのねこ（さくらばつかさ）
- 芦屋さんの猫。→いますか、ねこがみさま。（瀬田ヒナコ）
- ラブリィ♡キャッツ（キビクラチサト）
- ヘナちょこにゃんち（ちうね）
- しょぼにゃん→もっと!しょぼにゃん（きっか）
- 猫島2丁目22番地（幌倉さと）
- ねことボク〜うにものがたり〜（ととり）
- 野中さんと3匹の猫→ヒワタリさんと3匹の猫→放課後ねこ部（ヒワタリ）
- 紳士猫喫茶（西岡みかそ→西岡おそら）
- しろ猫くろ猫ファンタジア→ねこたびっ！～姫と従者～→猫の庭→にゃんこみゅにけーしょん（喜月かこ）
- ねこなり→猫侍〜玉之丞 江戸へ行く〜（山野りんりん）
- こねこがうちにいます（治島カロ）
- ナーゴと仲間たち（モーリーあざみ野）
- おしゃべりななち（北野はるた）

## 本誌及び派生誌に連載を持つ漫画家
- 永尾まる『猫絵十兵衛 御伽草紙』『ねこ*かぶりん』『猫又と上手に暮らす法。』
- 仲まみ太
- 三浦浩子
- 佐原ナギ『スパンコールシリーズ』『月夜に猫のねがいごと』など
- あやさ
- 長月キュー
- 國枝さよ『猫依存少年』
- 鈴呂灰司+浜田レイジ
- ふじきこり『ねこのプゥさん！』
- 阿倍ワタル
- 松本タカ
- 君塚祥
- 千里ちひろ『本日も又、猫ひでり。』『ねジこ』→『ねジこ バージョンアップ』→『ねジこ ちぇんじあっぷ』
- 前田とも『ねこぎらい治します！』
- 大矢夢『トラベニャー』など
- 清水ユウ
- くによしみはる
- 柿生みのり『きょうのにゃこ譚』『きょうのらすぼす譚』『きょうのにゃこ譚 ゆるっと』
- 高梨みどり

- ねこしみず美濃
- 奈知未佐子『あなたが私に語ること』
- 椋ノ木よのこ
- 小林拓己
- 幡司みとう
- 鷹野久『骨董猫屋』
- 山木うさぎ
- 須田翔子
- たらさわみち
- 蜜子
- 下元智絵
- 桐丸ゆい
- 犬吠あか太
- 十波妙子
- 酒井だんごむし
- 四宮しの
- 稲荷山こん太
- 紺野キタ

- 関根亮子
- 真崎はるか
- 保本なごみ『おチビちゃんとねこのミーコ』
- 星川あみこ『つっぱり！ねこ娘』
- 市野智絵
- 池野みじこ
- 竹屋まり子『ブサ猫と婚活女』
- えす☆おう→晏芸嘉三『おひとりさま』『ミケ』
- 青菜ぱせり
- あららぎるるる
- 菜ノ花なの
- 掘正悟
- ひるのつき子
- 七草セリ
- ふぢたしょうこ
- 穂実あゆこ
- ひぐちきみこ
- 渡辺こよ『ねこのめ前線』

## レーベル
「ねこぱんちCOMICS」と表記され、看板キャラクターである小梅を背表紙下部に設置し、各タイトルが常時縦書きで表記されている。裏表紙には、猫のシルエットが上部あるいは下部に入る。刊行開始年は2008年である。
2015年8月、新レーベル「ねこの奇本」を刊行開始。第1回配本は喜月かこ『にゃんこみゅにけーしょん（第1巻）』、瞳ちご『クラーヴェイの鍵（第1巻）』。